# Denis Rivière
Pour les articles homonymes, voir Rivière (homonymie).
Denis Rivière est un peintre et lithographe français né le 12 août 1945 à Honfleur, et mort le 25 janvier 2020 à Château-Thierry. Il résida à Coincy (Aisne).

## Biographie
Denis Rivière naît le 12 août 1945 à Honfleur,,.
Celui qui disait que la peinture « était d’abord une aventure », a commencé par dessiner puis peindre ses premiers tableaux, « de la Lieutenance », à 14 ans.
Entre 1964 et 1966, il étudie aux Écoles des Beaux-Arts de Caen, du Havre et de Rouen avant de quitter sa Normandie natale pour s'inscrire aux Beaux-Arts de Paris,, où il commence à vivre de sa passion, tout en partageant une activité d’enseignant. Il commence à peindre les ciels en 1971,.
En 1981, il décore un salon de l'Élysée, le plafond, des arpettes et des toiles.
Peintre de formation classique, Denis Rivière a notamment manifesté son intérêt par l’Antiquité.
Un voyage en Égypte lui donna l’envie de retracer certaines images à sa manière.
Comme Eugène Boudin, peintre honfleurais, Denis Rivière s’est pris d’une passion pour les subtilités offertes par les ciels auxquels il a consacré une de ses pièces majeures. « Mon projet a été de dresser le constat du ciel, pendant toute l’avant-dernière année du siècle, du 1er janvier 1999 au 1er janvier 2000.
Chaque jour, à l’heure qui m’a semblé la plus propice, quels que soient la qualité du temps et le lieu où je me trouvais, j’ai peint le ciel tel que je le voyais. », explique-t-il.
Ce travail fait l'objet de deux expositions, la première organisée par l'espace Electra de la Fondation EDF en 2000, la seconde par le Musée Eugène-Boudin de Honfleur en 2019. 366 pastels ont été donnés par l’artiste à sa ville natale à l’occasion de l’exposition Denis Rivière, retour aux ciels, organisée à ce musée Eugène-Boudin du 27 avril au 26 août 2019. Depuis la Biennale de Paris en 1973 jusqu'à cette rétrospective qui lui a rendu hommage de son vivant, Denis Rivière a participé à 54 expositions majeures.
Il participe avant l’heure au Salon d'art contemporain de Montrouge, à la Foire internationale d'art contemporain, et a présenté son travail sur Art Miami. Le travail de figuration de Denis Rivière a été acquis par de nombreux musées nationaux et centres d’art, par le Frac de Caen ainsi que par le Palais de l'Élysée. Il a également été retenu dans des appels d’offres de grande envergure, comme une peinture pour le plafond du grand salon des appartements privés du Président de la République,  pour le paquebot à voile Windstar, pour un avion, pour l'hôpital Broussais de Paris, pour la banque Neuflize OBC ou encore pour des hôtels particuliers.
Des tableaux de Denis Rivière ont été acquis par de nombreux musées nationaux et centres d’art, par un Frac ainsi que par le palais de l'Élysée (tapisserie d’Aubusson, tissée au Népal).
Il était chevalier des Arts et des Lettres.
Il meurt le 25 janvier 2020,,,,.

## Distinctions
- Chevalier de l'ordre des Arts et des Lettres.

## Expositions

### Expositions personnelles
- Galerie Valérie Schmidt, Paris, 1973, 1974.
- Galerie Athanor, Marseille, 1975.
- Maison de la culture de Cergy-Pontoise, 1976.
- Galerie Mathias Fels, Paris, 1977[13], 1983[14], 1984.
- Galerie contemporaine, centre Beaubourg, Paris, octobre-novembre 1977[15].
- Galerie Lanzenberg, Bruxelles, 1978[16].
- Galerie C, Paris, 1979[17].
- Galerie Christiane Vallé, Clermont-Ferrand, 1980[18].
- Galerie L'Autre musée, Bruxelles, 1983, 1984, 1986.
- Galerie du Centre, Paris, 1985[19], 1987[20], 1989[21], 1992.
- Galerie L'Aître Saint-Maclou, Rouen, 1985.
- Galerie Grey, Cannes, 1985.
- Maison de la culture du Havre, 1985.
- Centre culturel français d'Heliopolis, 1986.
- Kraine Club Gallery, New York, 1986.
- Thomas Monahan Gallery, Chicago, 1988.
- Commenoz Gallery, Key Biscane (Floride), 1990[22].
- Temple de Chauray, Anvers, 1991.
- Les jardins de Dionysos, palais Bénédictine, Fécamp, 1994[23].
- Galerie Daniielle Bourdette, Honfleur, 1995, 1996, 2010.
- Galerie Jaune, Le Mans, 1996.
- Denis Rivière - 366 pastels, Espace Electra, Paris, janvier-février 2000[2],[24].
- Galerie van Remmen, Solingen (Allemagne), 2000.
- Kunsthanlung Kugel, Duisbourg (Allemagne), 2000.
- Art-gallery, Wiesbaden (Allemagne), 2000.
- Bibliothèque de l’Université du Littoral Côte d’Opale, Dunkerque, 2000[25].
- Ciel aux quotidiens, galerie Lefor Openo, Paris, 2002[2].
- Galerie Samedi, Montfort-l'Amaury, 2002.
- Salles Saint-Pierre, La Fabrique, Avallon, 2003.
- L’Arsenal-Musée de Soissons, 2003[25].
- La Galerie Jaune, Le Mans, 2004.
- Musée Jean-de-La-Fontaine, Château-Thierry, janvier-avril 2005[25],[26].
- Galerie Samedi, Montfort-l’Amaury, 2005.
- 366 ciels, Quimperlé, 2005.
- Salle Saint-Jacques, Saint-Quentin, 2006[25].
- Galerie Daniel Duchoze, Rouen, 2006, 2008, 2009[27].
- Entre ciels et terres, Espace APcis, Maisons-Alfort, 2006[25].
- Ciel ! Le sac est plastique, Galerie Le Garage, Orléans, mars-avril 2007[28].
- Galerie F.G.Conzen, Düsseldorf (Allemagne), 2008.
- La magie du pigment, Panorama Museum, Bad Frankenhausen (Allemagne), 2008.
- Figurez vous, Musée de Soissons (Arsenal et St. Léger), 2008.
- Galerie Jamault, Paris, 2008.
- Galerie F.G. Conzen, Dusseldorf (Allemagne), 2008.
- Galerie Anne-Marie et Roland Pallade, Lyon, février-avril 2009[29], 2014[7].
- Galerie Patrice Peltier, Paris, 2009, 2014[30].
- A.P.A.C.C., Montreuil, 2011.
- Galerie Clavreul, Paris, janvier-mars 2012.
- Maison des Arts et Loisirs, Laon, 2012.
- Galerie Detai, Paris, 2013.
- Denis Rivière - Le sac (était) plastique, Galerie Mondapart, Boulogne-Billancourt, octobre-novembre 2016[31].
- Denis Rivière - Retour au ciel, Musée Eugène-Boudin de Honfleur, 2019[6],[32].

### Expositions collectives
- Salon Grands et jeunes d'aujourd'hui, Paris, 1970.
- 8e Biennale de Paris, musée d'Art moderne de Paris, septembre-octobre 1973.
- La Boïte, musée d'art moderne de la ville de Paris, 1977.
- Salon international du musée de Toulon, 1977.
- Salon de mai, Paris, 1977.
- Une toile, un peintre, centre culturel de Corbeil-Essonnes, 1978.
- Le temps des gares, centre Georges-Pompidou, Paris.
- La famille des portraits, musée des arts décoratifs, Paris, 1979.
- Donation Lintas - Douze artistes pour Avignon : Gilles Aillaud, Henri Cueco, Erró, Peter Klasen, Jacques Monory, Denis Rivière..., École nationale supérieure des beaux-arts, Paris, mars 1983.
- Salon d'art contemporain de Montrouge, 1984.
- Sur invitation, musée des arts décoratifs, Paris, 1984.
- Foire internationale d'art contemporain (stand galerie Judith Posner), Paris, 1987.
- De Bonnard à Baselitz - Dix ans d'enrichissements du cabinet des estampes, 1978-1988, Bibliothèque nationale de France, 1992[33].

## Réception critique
- « Peintre réaliste dont toutes les images sont inventées... » - Jean-Luc Chalumeau[34]
- « Avec la thématique de la trace de quelque chose qui fut mais n'est presque plus, vestiges tronqués de la splendeur gréco-romaine, pierres de taille disloquées d'un monument égyptien avant l'écroulement fatal, fresques rongées par la corrosion de l'humidité et des moisissures dont apparaissent encore des fragments superbes, fantasmes autour des bacchanales d'avant le crépuscule des dieux, c'est en fait, plus que le thème de la trace, le thème de la disparition, et sous-jacent le thème de la mort, qui l'habite... Dans tous les cas, la peinture de Denis Rivière se veut froide, se présente apparemment comme une peinture de constat, mais avec lui, il ne faut pas trop se fier à sa bonne mine de Normand rigolard, c'est un anxieux gai, un faiseur d'images iconoclastes, un apôtre du mentir-vrai, un faux témoin crédible. » - Jacques Busse[8]
- « Tel un voyageur fourbu que kles merveilles des contrées lointaines n'ont pas durablement étonné et qui trouve moins d'intérêt à contempler "les plus riches cités, les plus grands paysages qui jamais ne contenaient l'attrait mystérieux de ceux que le hasard fait avec les nuages", l'artiste en rend compte comme de traces d'une évasion absolue. Liberté d'aller et venir au gré du vent ! Ce qui semble surtout fasciner Rivière, c'est leur nature protéiforme, symbole peut-être de l'être rendu à sa pureté, abstrait de sa finitude. Parfois il semble que c'est l'appétit des signes qui agite le peintre, comme si au-delà du plaisir esthétique que procurent les nuages qui vont se croisant et disparaissent, l'artiste attendait secrètement d'être sollicité par quelque forme particulière, quelque hiéroglyphe, ainsi ces voyageurs partis "déchiffrer l'objet céleste des antipodes". Ou bien encore la pure vacuité signifiante du ciel qui lui plait, l'absence totale de sens qui apaise sa conscience. » - Renaud Faroux[7]

## Collections publiques
- Fonds régional d'art contemporain de Normandie-Caen.
- Musée Paul-Delouvrier, Évry.
- Département des estampes et de la photographie de la Bibliothèque nationale de France, Paris, Ruines, lithographie originale, l'un des 40 exemplaires, 1984[33].
- Hôtel de Lassay, Paris, une huile sur toile, 200x200cm[7].
- Mobilier national, Paris, tapis tufté 317x272cm, 1983[35].
- Musée national d'Art moderne, Paris, Sans titre, huile sur toile 130x195cm[36].
- Palais de l'Élysée, Paris, fresque 15m2 (plafond du grand salon des appartements privés)[7].
- Institut Jean Godinot, Reims, fresques murales[7].

## Collections privées

### France
- Banque Neuflize OBC, Paris, fresque murale de l'escalier d'honneur[7].
- Restaurant La Porte océane, Paris-Montparnasse, La vague, huile sur toile 200x600cm[7].
- Le Pré Catelan (groupe Lenôtre), Paris, deux toiles[7].

### Autres pays
- Hôtel Sheraton, Djibouti, fresque 130 m2 (plafond du restaurant), deux toiles[8].
- Carlson Wagonlit Travel, Minnetonka, Les toits du monde, six toiles 100x100cm[7].